# Miescheiderheide
Miescheiderheide ist ein Ortsteil der Gemeinde Hellenthal im Kreis Euskirchen, Nordrhein-Westfalen.
Der Ortsteil liegt südwestlich von Hellenthal zwischen Miescheid und Ramscheiderhöhe. Durch den Ort führt die Bundesstraße 265. Direkt neben der Bundesstraße liegt die Staatsgrenze zu Belgien.